# Шульга Гаврило Макарович
Гаврило Макарович Шульга (1910 — ?) — український радянський діяч, 1-й секретар Миргородського районного комітету КП(б)У Полтавської області, секретар Полтавського обкому КП(б)У.

## Біографія
Член ВКП(б) з 1938 року.
На 1945—1946 роки — директор Харківського тресту радгоспів Української РСР.
У 1948 — травні 1950 року — 1-й секретар Миргородського районного комітету КП(б)У Полтавської області.
9 травня 1950 — вересень 1952 року — секретар Полтавського обласного комітету КП(б)У.
З вересня 1952 по квітень 1953 року — заступник міністра м'ясної та молочної промисловості Української РСР.
З квітня 1953 року — начальник «Укрголовм'ясо» Міністерства легкої і харчової промисловості Української РСР.
Подальша доля невідома.

## Нагороди
- орден Трудового Червоного Прапора (10.09.1945)
- ордени
- медалі